# Huis Trencavel

Het blazoen van het Huis Trencavel

Het huis Trencavel was een belangrijke adellijke familie in de Languedoc van de 10e eeuw tot aan de 13e eeuw. De naam "Trencavel" werd eerst gevoerd als een bijnaam, later als familienaam. De naam is afkomstig uit het Occitaans en betekent: "notenkraker" (trenca avelana). De laatste voerder van de naam was Raymond II en besloot dat zijn nakomers zichzelf De Béziers moesten noemen.

## Geschiedenis
Het eerste bekende lid van de familie was Ato I, Burggraaf van Albi aan het begin van de 10e eeuw. Hij werd opgevolgd door vijf generaties graven van Albi. Toen Raymond Bernard trouwde met Ermengarde van Carcassonne, kwamen in 1082 ook de gebieden van het Graafschap Carcassonne tot de erfgebieden van de Trencavels.
De zonen van Bernard Ato IV Trencavel verdeelde de gebieden onder hen drie. Roger, de oudste, nam Albi, Carcassonne en Razès, maar hij stierf kinderloos. Raymond I Trencavel, de middelste, kreeg de gebieden van Agde en Béziers. De jongste, Bernard Ato V, kreeg Nîmes.
Door de complexiteit van de gebieden hadden de Trencavels voortdurend ruzie met hun beide leenheren respectievelijk de graven van Toulouse en Barcelona. Door de Albigenzische Kruistocht verloren de Trencavels, die zich aan de kant van de katharen hadden geschaard, hun laatste gebieden aan de kruisvaarders. Simon IV van Montfort verkreeg bijna alle gebieden van de Trencavels. Echter Raymond II bleef zich tot 1247 burggraaf van Carcassonne noemen. De Franse koning Lodewijk IX nam deze titel af, en de nazaten van Raymond bleven alleen nog maar de stad Limoux besturen.

## Lijst van leden van het huis Trencavel
- Ato I, (10e eeuw)
- Bernard Ato I, (-937)
- Ato II, (r. 937-942)
- Bernard Ato II, (r. 942-990)
- Ato III, (r. 990-1030)
- Bernard Ato III, (r. 1030-1060)
- Raymond Bernard, (r. 1060-1074)
- Bernard Ato IV, (r. 1074-1129)
- Roger I, (r. 1129-1150)
- Bernard Ato V, (r. 1129-1163)
- Raymond I, (r. 1129-1167)
- Roger II, (r. 1167-1194
- Raymond Roger, (r. 1194-1209)
- Bernard Ato VI, (r. 1163-1214)
- Raymond II, (r. 1224-1226, stierf 1267)